# Sông Rajang
Sông Rajang là một con sống ở Sarawak, Malaysia. Sông nằm ở Tây Bắc của Borneo và bắt nguồn từ núi Iran. Sông Rajang có chiều dài khoảng 563 km và đổ vào Biển Đông, là con sông dài nhất ở Malaysia. Thượng lưu của sông Rajang cũng có tên gọi Batang Balui bởi dân Orang Ulu.
Dự án thủy điện lớn nhất và cao nhất (160m) của Malaysia, dự án đập thủy điện Bakun, nằm ở thác Bakun tại nơi hẹp của Batang Balui.
Thành phố lớn nhất nằm bên sông này là Sibu, cách cửa sông Rajang 60 km về phía thượng nguồn. Thành phố lớn thứ hai là Kanowit xây dựng bên cửa sông Kanowit bên bờ sông Rajang, thành phố lớn thứ 3 bên sông này là Kapit.